# Ilex archboldiana
Ilex archboldiana är en järneksväxtart som beskrevs av Merrill och Perry. Ilex archboldiana ingår i släktet järnekar, och familjen järneksväxter. Inga underarter finns listade i Catalogue of Life.